# Uaicás

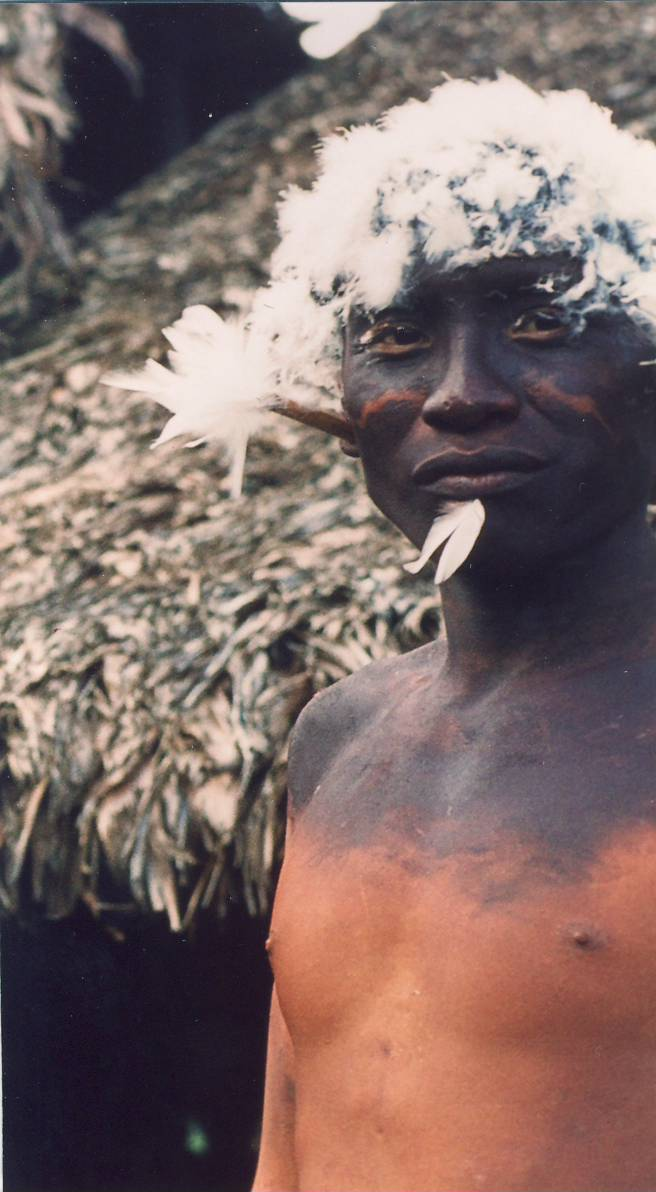
Indivíduo Waika

Uaicá, aicá ou waiká é a designação dada a um sub-grupo Yanomami ou simplesmente um exônimo atribuído a um sub-grupo Yanomami, segundo o seu caráter: Waika ou Guaika significa "pessoa braba", enquanto Xiriana ou Xirixana significa "pessoa mansa". Yanomami seria o endônimo genérico, mais difundido, e que significa simplesmente "pessoa" ou "gente de fala Yanomami".
Existem ainda denominações internas, que um grupo dá a outro grupo. Assim os Yanomamis do rio Catrimani são conhecidos como Puruhuri (águias), mas os exônimos nem sempre são aceitos pelo grupo designado. Ademais, um mesmo grupo pode ter várias denominações externas, atribuídas por diferentes grupos. A autodenominação dos grupos é formada pelo sufixo -thèri ("moradores de") acrescentado ao nome de rios, lugares ou serras. Exemplo: Korianathèri, Opikathèri, Xaxanapiuthèri, etc.